# Degenerált eloszlás

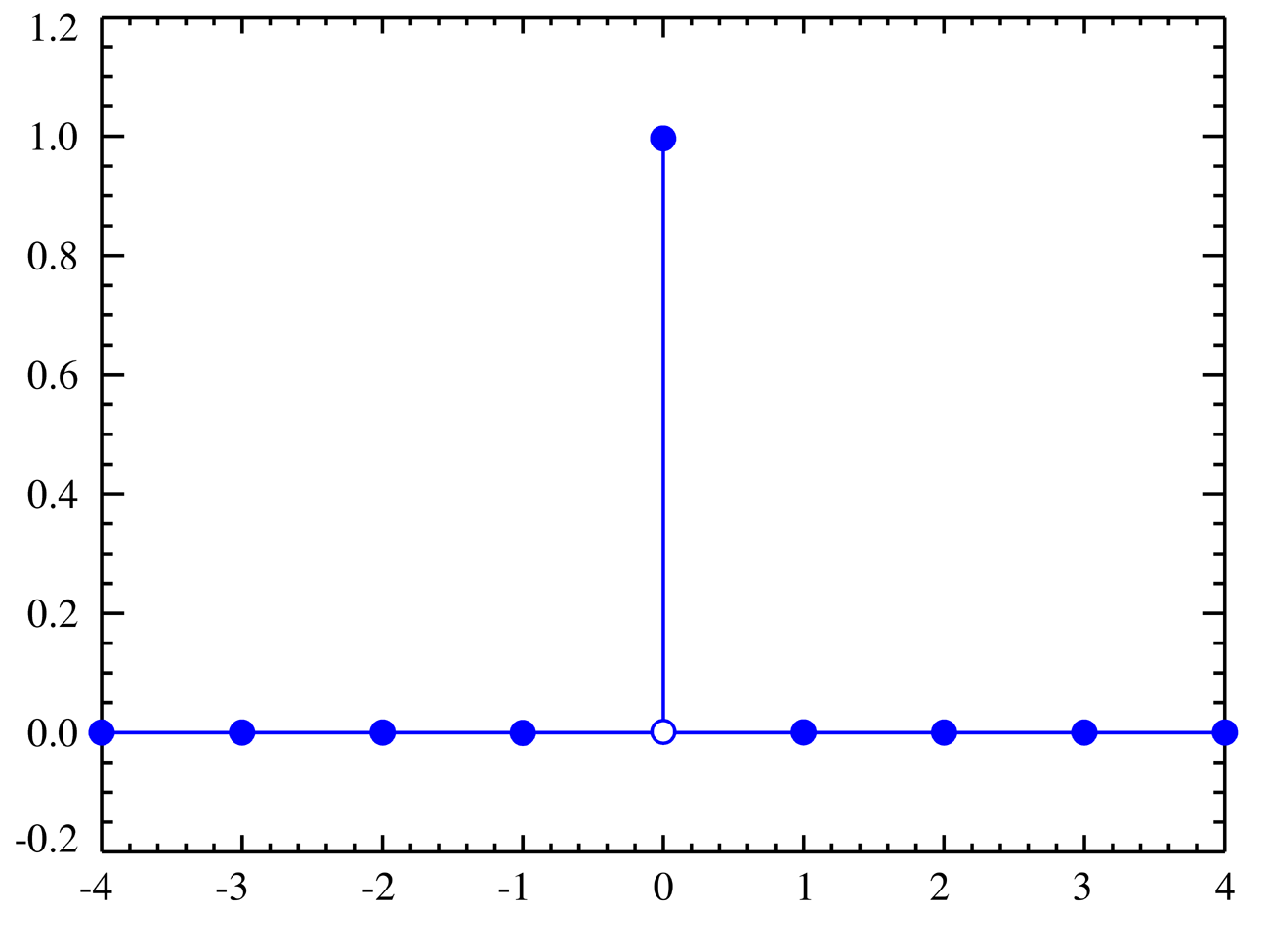
Degenerált eloszlás valószínűség tömegfüggvénye

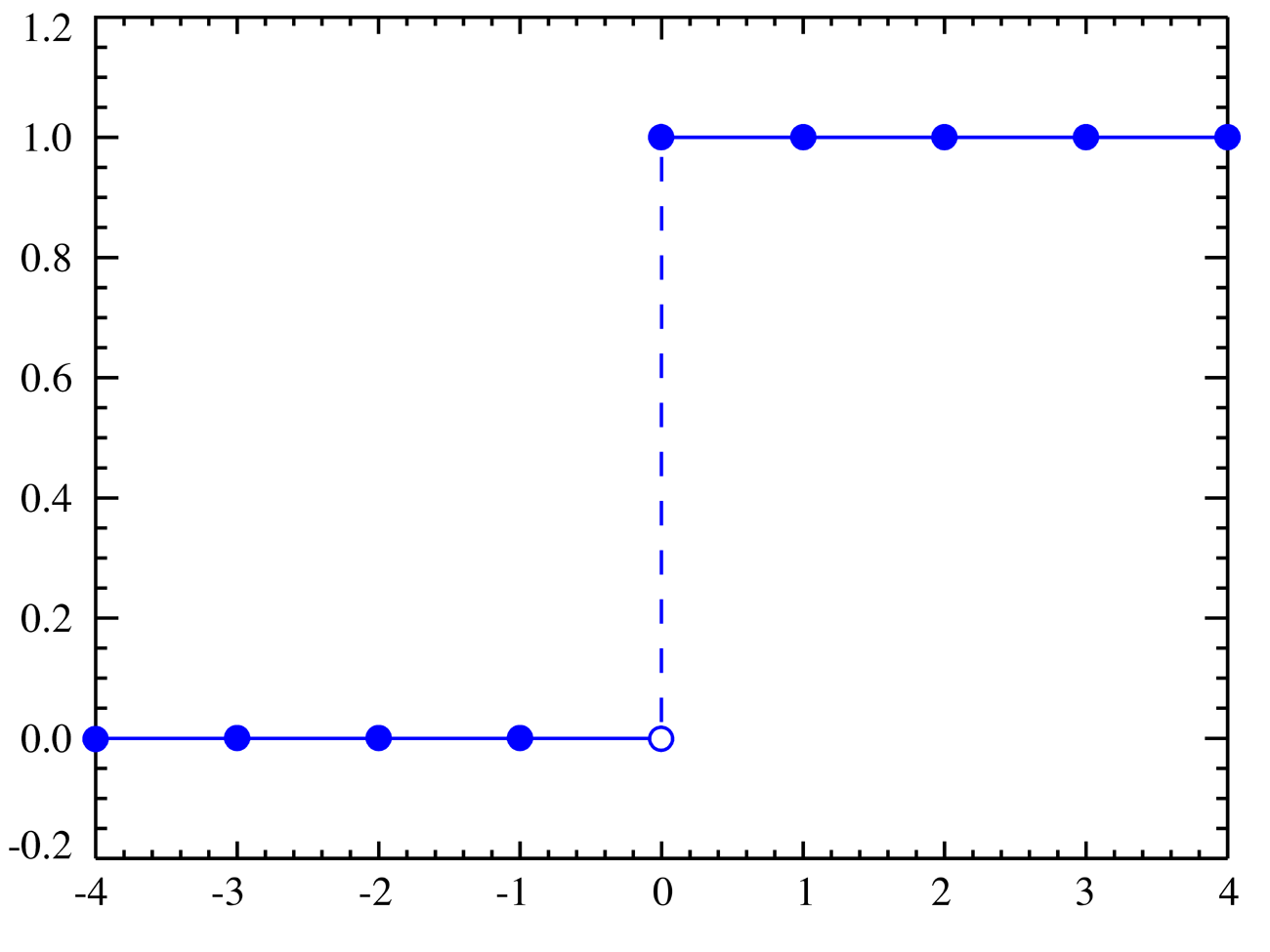
Degenerált eloszlás kumulatív eloszlásfüggvénye

A degenerált eloszlás vagy elfajult eloszlás egy valószínűség eloszlás, ahol a valószínűségi változó csak egy értéket vehet fel. Például, ezt az eloszlást mutatja egy pénzérme, melynek mindkét oldala azonos, vagy egy kocka, ahol szintén azonos minden oldal. Miközben ez az eloszlás nem tekinthető véletlenszerűnek a mindennapi értelemben, kielégíti a valószínűségi változó definícióját.
A nem elfajult eloszlásokat és a nem elfajult eloszlásokat követő valószínűségi változókat nevezzük valódi eloszlásoknak, és valódi (eloszlást követő) valószínűségi változóknak. Ebből látható, hogy a valószínűségi eloszlások egy osztályozását adja a valódi-elfajult felosztás.
A degenerált eloszlás a valós síkon egy pontra lokalizált, k0.
A valószínűség tömeg függvénye:
{\displaystyle f(k;k_{0})=\left\{{\begin{matrix}1,&{\mbox{ha }}k=k_{0}\\0,&{\mbox{ha }}k\neq k_{0}\end{matrix}}\right.}
A kumulatív eloszlásfüggvény:
{\displaystyle F(k;k_{0})=\left\{{\begin{matrix}1,&{\mbox{ha }}k\geq k_{0}\\0,&{\mbox{ha }}k<k_{0}\end{matrix}}\right.}

## Konstans valószínűségi változó
A valószínűségszámítás elméletben, egy konstans valószínűségi változó egy olyan diszkrét valószínűségi változó, melynek állandó értéke van, bármely eseménytől függetlenül.
Ez technikailag különbözik attól, amikor egy valószínűségi változó ‘majdnem biztosan’ állandó, de felvehet más értéket is, de csak olyan esetben, aminek zéró a valószínűsége.
Legyen X: Ω → R  egy valószínűségi változó a (Ω, P) valószínűségi tartományban. Ekkor X egy 'majdnem biztosan konstans' valószínűségi változó, ha {\displaystyle c\in \mathbb {R} } létezik, és így
{\displaystyle \Pr(X=c)=1,}
és továbbá egy konstans valószínűségi változó, ha
{\displaystyle X(\omega )=c,\quad \forall \omega \in \Omega .}
Megjegyezzük, hogy ha egy konstans valószínűségi változó majdnem biztosan konstans, az fordítva nem szükségszerű, mivel ha X majdnem biztosan konstans, akkor létezhet γ ∈ Ω úgy, hogy X(γ) ≠ c (de ekkor szükségszerűen Pr({γ}) = 0, Pr(X ≠ c) = 0).
Gyakorlati szempontból a különbség az, hogy ha X konstans, vagy majdnem biztosan konstans, nem lényeges, mivel a valószínűség tömeg függvény f(x), és a kumulatív eloszlásfüggvény F(x) nem függ attól, hogy X konstans, vagy majdnem biztosan konstans.
Mindkét esetben:
{\displaystyle f(x)={\begin{cases}1,&x=c,\\0,&x\neq c.\end{cases}}}
és
{\displaystyle F(x)={\begin{cases}1,&x\geq c,\\0,&x<c.\end{cases}}}
Az F(x) a lépcsőfüggvény; ez különben a Heaviside lépcsőfüggvény eltolása.